# Ogrezeni
Ogrezeni é uma comuna romena localizada no distrito de Giurgiu, na região de Muntênia. A comuna possui uma área de 31.95 km² e sua população era de 4571 habitantes segundo o censo de 2007.